# 절단 (철근 콘크리트 공학)

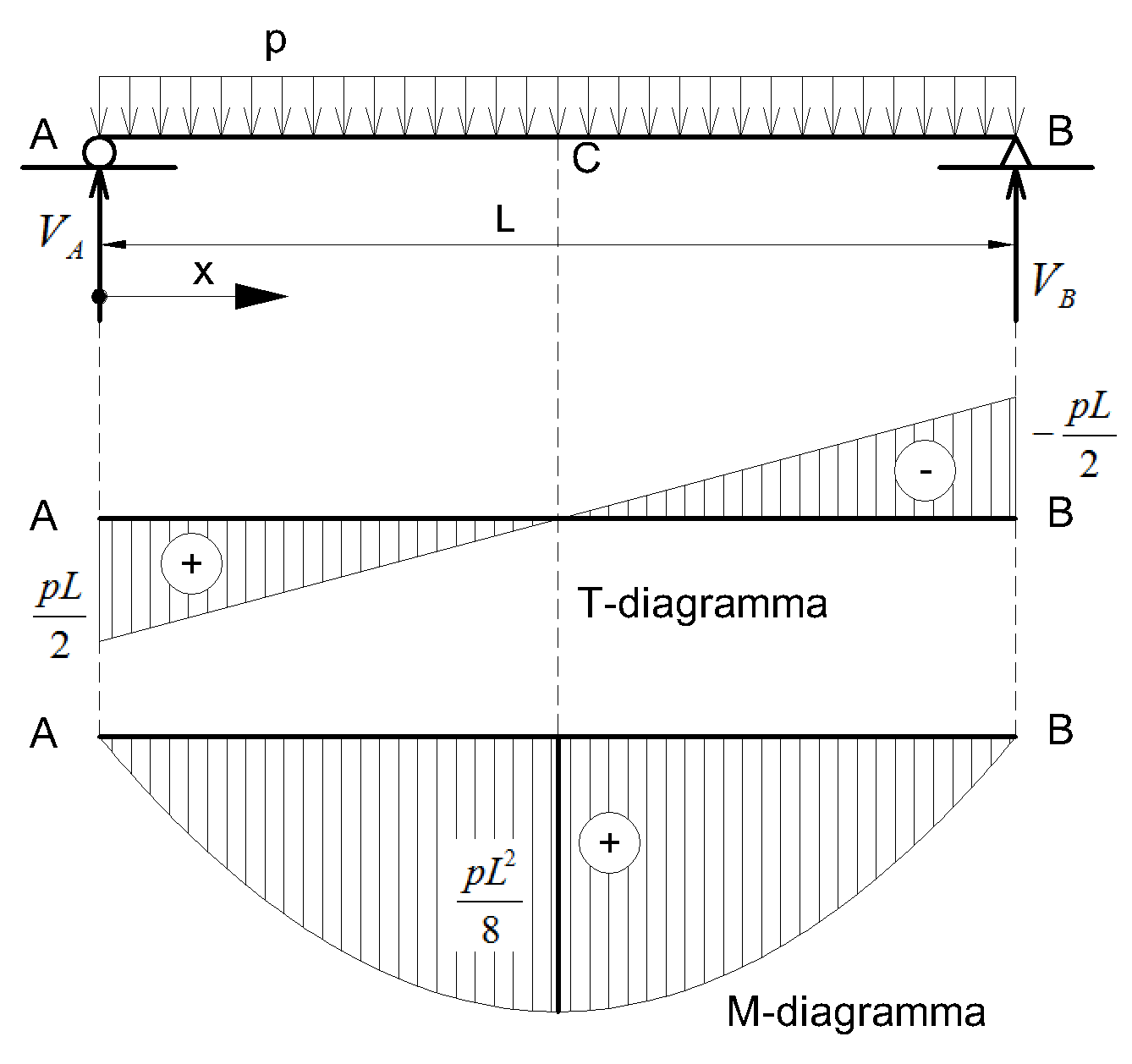
등분포 하중을 받는 단순보

철근 콘크리트 구조에서 비용 절감, 시공의 용이성을 이유로 철근의 일부분을 잘라내는 것을 철근의 절단이라고 한다. 철근의 절단은 무턱대고 이루어지는 것이 아니라 적절한 구조적인 분석을 통해 불필요한 부분의 철근만 절단해야 한다. 예를 들어 등분포 하중을 받는 단순보의 휨모멘트도를 보면, 보의 모든 지점에서 최대의 휨모멘트를 받는 게 아니기 때문에, 지점마다 보가 받는 휨모멘트에 대해서만 철근이 저항을 해주면 된다. 따라서 보의 중앙 부분으로부터 떨어진 지점들에선 철근을 일부 절단할 수 있다. 콘크리트는 인장강도가 매우 떨어지기 때문에 철근이 인장력에 저항해주어야 하기 때문에 철근을 아예 제거하는 것은 아니다.

## 고려 사항
- 절단하고자 하는 부분의 휨모멘트와 전단력
- 각 지점의 모멘트에 맞춰서 철근을 정확히 잘라내면, 보가 휘어질 때 철근이 콘크리트에서 빠져버릴 수 있으므로 철근 정착을 위해 좀더 여유를 두고 자른다.
- 전단력에 의한 경사균열은 구조적으로 치명적이기 때문에 철근의 절단은 최소화하는 것이 좋다.

## 절단 철근의 선택
철근은 자르는 데 우선순위가 있다. 다음의 규칙에 따라 절단할 철근을 선택한다.
- 보 단면에서 철근들이 좌우 대칭으로 되도록 절단해야한다.
- 보 단면에서 가장 안쪽의 철근부터 잘라낸다.

## 절단 지점
이론적으로는 보의 위치에 따른 모멘트를 보고 철근의 절단을 정해주면 되지만, 실제로는 경사인장 균열, 전단 강도 감소, 예상치 못한 지점에서의 모멘트 발생, 철근의 정착 길이 등을 고려하여 더 보수적으로 절단 지점을 정한다. 2012년 콘크리트구조기준에서는 모멘트도를 통한 이론적인 절단점에서 다음 두 값 중 큰값만큼 더 철근을 길게 잘라야 한다고 정하고 있다.
- 유효깊이 d
- 12db (철근 직경의 12배)

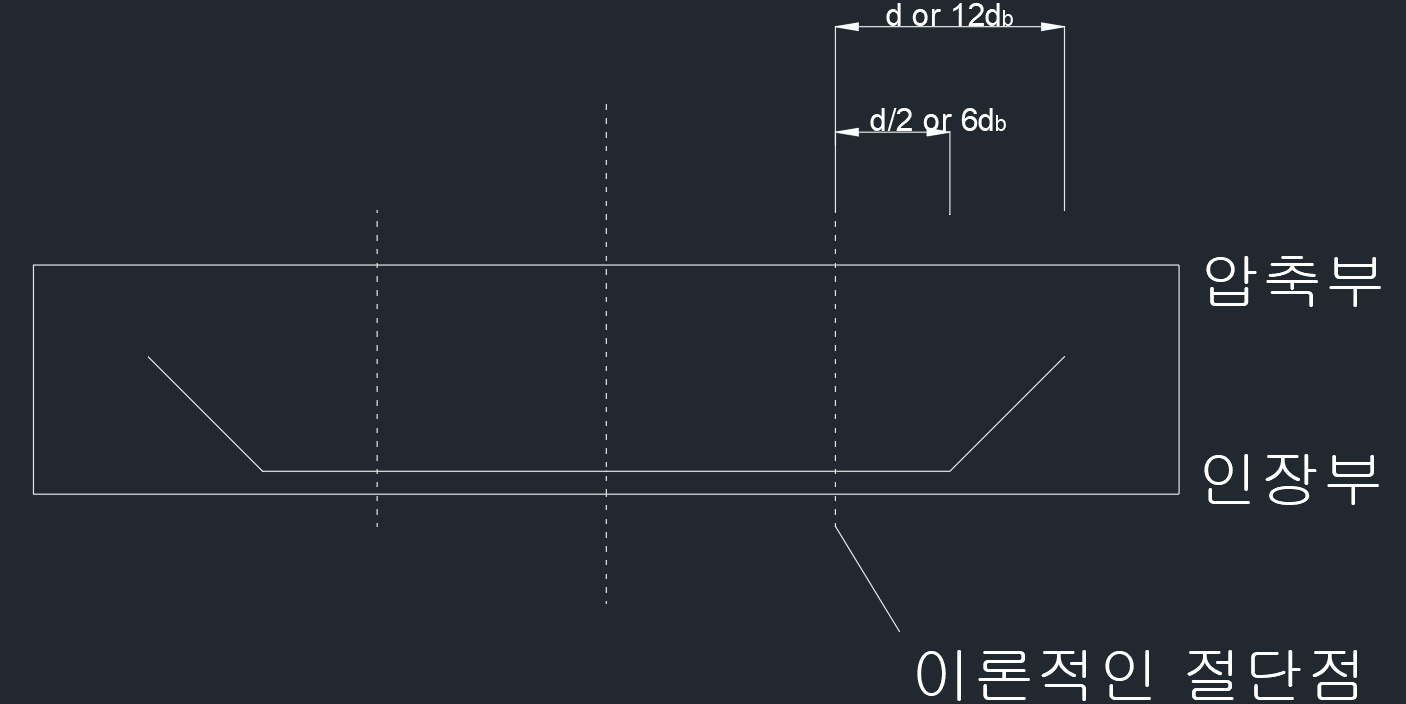
철근을 절곡 또는 굽힘할 때는 이론적인 절단점에서 d/2 또는 6db 중 큰 값 이상인 지점에서 한다.

만약 다발철근을 사용한다면 이론적인 절단점에서 40db 이상에서 절단한다. 철근에 굽히거나 절곡을 준다면 사인장 균열 방지와 단면 전단강도 증대에 도움이 된다. 굽히거나 절곡을 주는 지점은 일반적인 철근을 자르는 위치의 절반에서 실시한다. 절곡을 하게 되면 철근의 끝부분(정착 부분)이 부재의 압축부에 위치하게 된다.

## 절단과 전단강도
인장부에서 철근을 절단하면 보의 연성과 전단강도가 감소한다. 안전한 설계를 위해 2012년 콘크리트구조기준은 다음과 같은 규정을 두고 있다.
다음 세 가지 중 한 가지를 만족하는 경우 인장부 철근 절단이 가능하다.
1. 절단점의 전단력이 전단철근에 의해 보강된 전단강도를 포함한 전체 전단강도의 2/3을 초과하지 않는 경우. ({\displaystyle V_{u}\leq {\frac {2}{3}}\phi V_{n}}인 경우)
2. 절단점에서 부재 유효높이 d의 3/4까지 구간 이상으로 절단된 철근 또는 철선을 따라 전단과 비틀림에 대해 필요 양을 초과하는 스터럽이 배치된 경우. 이때 초과되는 스터럽 단면적 As는 {\displaystyle \geq 0.42{\frac {b_{w}s}{f_{y}}}}이어야 하며 간격 {\displaystyle s\leq {\frac {d}{8\beta _{b}}}}이어야 한다. 여기서 βb는 그 단면에서 전체 인장철근량에 대한 전단철근량의 비.
3. D35 이하 철근이면서, 연속철근이 절단점에서 휨모멘트에 필요한 철근량의 2배 이상 배치되어 있고 {\displaystyle V_{u}\leq {\frac {3}{4}}\phi V_{n}}인 경우.

단, 전체 철근량의 50%를 초과하여 한 단면에서 철근을 절단해선 안 된다.

## 같이 보기
- 부착

## 참고 문헌
- 윤영수 (2013). 《철근콘크리트 역학 및 설계》 3판. 씨아이알. ISBN 978-89-97776-52-8.